# Charles Demôle
Charles Demôle, né à Charolles le 22 mars 1828, mort à Saint-Julien-de-Civry le 18 juin 1908, est un avocat et homme politique français.
- Ministre des Travaux publics du 16 avril 1885 au 6 janvier 1886 dans le gouvernement Henri Brisson (1)
- Ministre de la Justice du 7 janvier 1886 au 10 décembre 1886 dans le gouvernement Charles de Freycinet (3)
- Sénateur de Saône-et-Loire du 5 janvier 1879 au 18 juin 1908
- Vice-président du Sénat de 1891 à 1895 et de 1898 à 1902

## Biographie
Charles Demôle naît à Charolles, le 22 mars 1828, dans la maison de son grand-père Charles Noiret, directeur de la Poste aux lettres, située à l'emplacement actuel du no 3 rue Baudinot. 
Brillant élève, il apprend le latin dès l'âge de six ans, en classe de 8e au collège. Le principal ayant été nommé à Cluny (Saône-et-Loire), il emmène cet excellent collégien qui devient bachelier à 16 ans.
Après un essai à la préparation aux grandes écoles, il se dirige vers le droit et fréquente la faculté de droit de Dijon, puis monte à Paris à la Toussaint 1847, pour préparer sa thèse tout en terminant son droit. Il participe à la Révolution de février 1848, occupant même « le Palais des Tuileries, que Louis-Philippe venait d'abandonner, et où je ne croyais pas qu'il me serait jamais donné d'entrer, surtout un fusil sur le dos ». Déçu par la tournure des évènements, il s'oppose au coup d'État du 2 décembre 1851.
Ses études terminées, il s'installe comme avocat à Charolles en 1853. C'est un opposant à l'Empire.
En 1869, il se présente aux législatives avec l'étiquette républicaine, mais n'est pas élu.
À la chute de l'Empire, il est nommé sous-préfet de Charolles et présente sa démission en février 1871, étant candidat aux législatives sur la liste Gambetta-Garibaldi.
Élu conseiller municipal en 1870 sur la liste républicaine, il prend une part très active aux affaires municipales jusqu'en 1879. Il devient sénateur de Saône-et-Loire le 5 janvier 1879 et le restera jusqu’à sa mort en 1908.

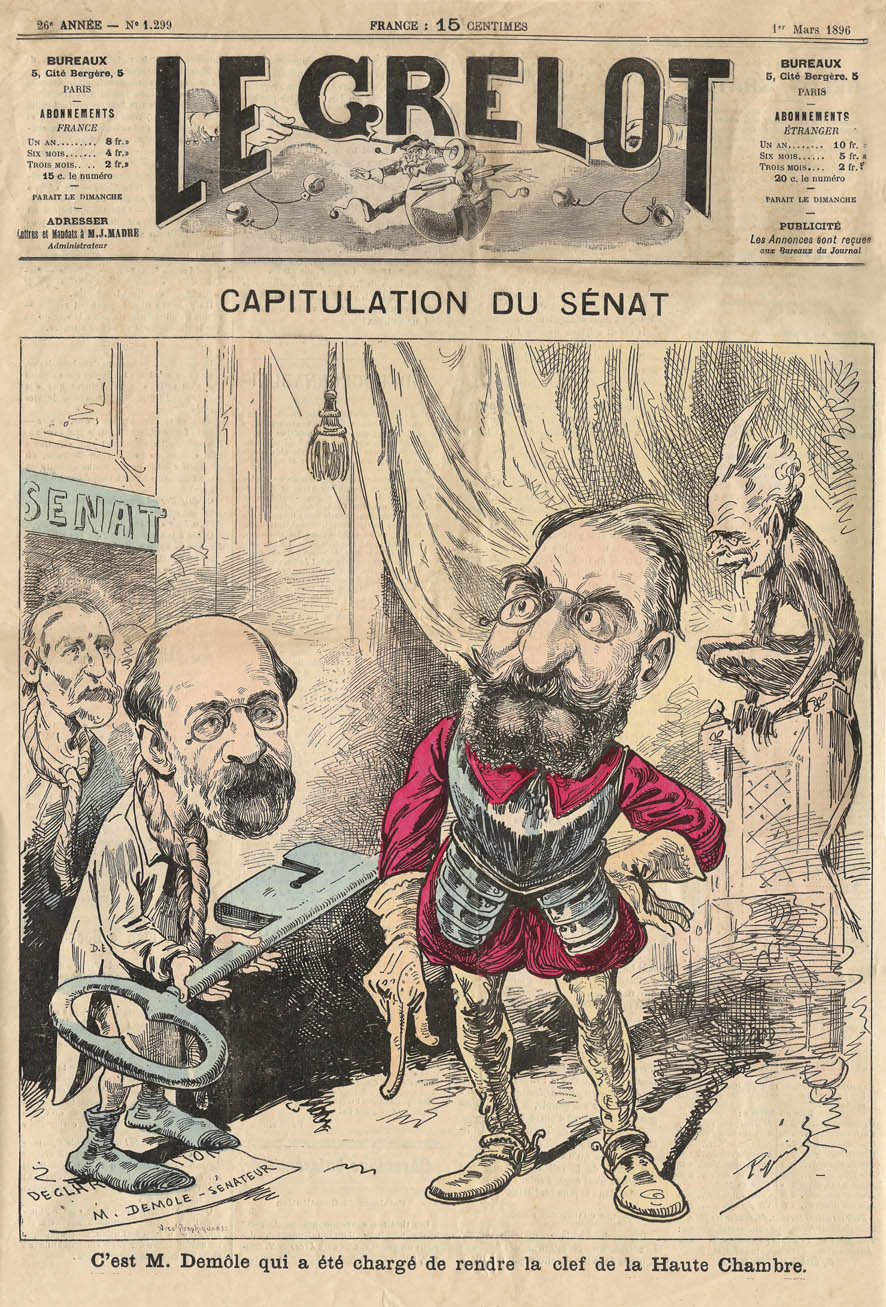
Caricature de Pépin parue dans Le Grelot du 1 mars 1896 : Charles Demôle remet la clef du Sénat au chef du gouvernement Léon Bourgeois (allusion à l’œuvre de Rodin Les Bourgeois de Calais, inaugurée le 8 juin 1895).

Son action sera également très efficace à la Haute assemblée. Il remplit très souvent les fonctions de rapporteur, intervient régulièrement dans les discussions en prenant part aux débats, apportant ses connaissances de juriste et faisant très souvent voter judicieusement des amendements aux textes présentés. Il est ainsi le rapporteur de l'importante loi municipale de 1884 qui va régir les communes françaises jusqu'aux lois de décentralisation de 1983.
Le 16 avril 1885, il est nommé ministre des Travaux publics dans le gouvernement Henri Brisson (1), puis le 7 janvier 1886, ministre de la Justice dans le gouvernement Charles de Freycinet (3) jusqu’au 10 décembre 1886.
Membre de la Chambre d'accusation de la Haute cour, en 1889, lors du procès du général Boulanger, il remplit par la suite, les fonctions de vice-président du Sénat de 1891 à 1895 et de 1898 à 1902, soit pendant 8 années.
Durant toute sa carrière politique, il reste fidèle au parti de Gambetta, l'Union républicaine, dont il préside longtemps le groupe parlementaire.
Il siège au conseil municipal de Charolles jusqu'à sa mort qui survient le 18 juin 1908 à Saint-Julien-de-Civry.

## Sources
- « Charles Demôle », dans Adolphe Robert et Gaston Cougny, Dictionnaire des parlementaires français, Edgar Bourloton, 1889-1891 [détail de l’édition]